# Erythrosuchidae
Gli eritrosuchidi (Erythrosuchidae) sono un gruppo di grandi rettili arcosauromorfi, vissuti tra il Triassico inferiore e il Triassico medio (240-230 milioni di anni fa). I loro resti sono stati rinvenuti principalmente in Sudafrica, in Russia e in Cina.

## Descrizione
Dotati di un corpo enorme e di una testa massiccia e quasi sproporzionata, questi animali erano i massimi predatori del Triassico inferiore, e andarono a riempire la nicchia ecologica lasciata vacante dalla scomparsa dei grandi gorgonopsi avvenuta alla fine del Permiano. Le zampe degli eritrosuchidi erano corte e robuste, posizionate leggermente ai lati del corpo. Questo permetteva loro di muoversi abbastanza agilmente nonostante la stazza, e di assalire prede grandi e piccole.
Gli eritrosuchidi erano arcosauriformi insolitamente grandi e robusti. Alcune caratteristiche li pongono in una posizione intermedia tra gli arcosauriformi più arcaici e i più derivati arcosauri. Ad esempio, gli eritrosuchidi erano sprovvisti di denti sul palato, presenti invece in altri arcosauriformi come Doswellia e gli euparkeriidi. Negli eritrosuchidi, inoltre, i centri vertebrali erano profondamente frastagliati su entrambi i lati, e differivano considerevolmente dalla forma solitamente cilindrica dei centri vertebrali di altri arcosauriformi antichi, ma erano simili a quelli degli arcosauri successivi.
La testa degli eritrosuchidi era solitamente grande e profonda. Una caratteristica distintiva degli eritrosuchidi era la forma del margine della mascella superiore: il margine inferiore della premascella (l'osso al termine della mascella superiore) era più basso del margine della mascella (ovvero l'osso dietro la premascella). In questo modo si formava una sorta di "scalino" che rendeva inconfondibile il cranio degli eritrosuchidi. 

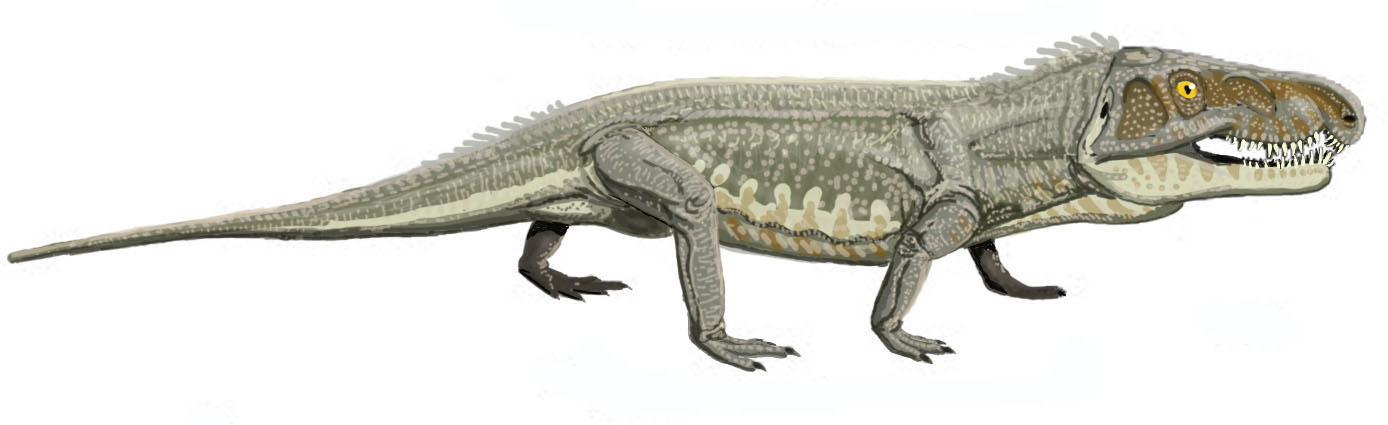
Ricostruzione di Garjainia prima

Gli eritrosuchidi, inoltre, sono notevoli per essere i primi fra gli arcosauriformi a possedere una pelvi triradiata, con tre aree che si estendevano formate da tre ossa: un ilio, un pube allungato e un ischio. Anche se piccolo, il quarto trocantere (una cresta sul femore che funziona come punto d'inserzione per la muscolatura negli arcosauri) era già apparso. La pelvi triradiata e il quarto trocantere sono entrambi caratteri che indicano che gli eritrosuchidi possedevano una statura quasi eretta, simile a quella degli arcosauri successivi. Arcosauriformi più basali come i proterosuchidi erano invece sprovvisti di questi caratteri e probabilmente adottavano un'andatura più strisciante.

## Classificazione
Gli eritrosuchidi, un tempo raggruppati nel “taxon calderone” dei tecodonti, erano in realtà parenti primitivi degli arcosauri, dotati ancora di un'articolazione primitiva delle caviglie. La loro origine va ricercata nell'affine famiglia dei proterosuchidi (Proterosuchidae), più piccoli e forse legati a un ambiente semiacquatico.

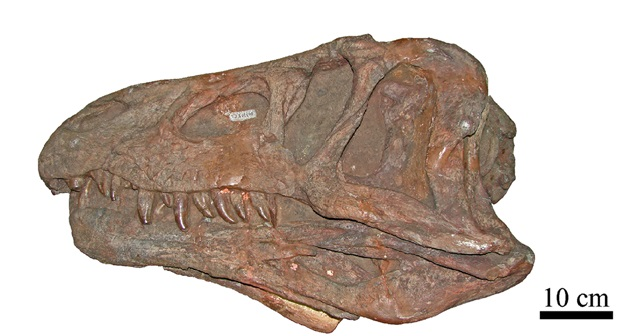
Cranio di Erythrosuchus africanus

Un tempo entrambi i gruppi venivano classificati nel sottordine Proterosuchia, ma questa classificazione non è più usata dai paleontologi, che ora impiegano un approccio cladistico. Secondo le nuove classificazioni, gli eritrosuchidi costituiscono un clade di arcosauriformi al di fuori degli arcosauri veri e propri. La presenza di alcuni caratteri degli arcosauri (la pelvi triradiata, il quarto trocantere e il terzo metatarsale più lungo del quarto) indicano che gli eritrosuchidi erano più vicini ai veri arcosauri che ai proterosuchidi, che invece erano sprovvisti di queste caratteristiche. Gli eritrosuchidi, quindi, occupano una posizione evolutiva transizionale tra gli arcosauriformi più primitivi e i più evoluti arcosauri triassici.
La forma più nota è Erythrosuchus, del Triassico inferiore sudafricano, lungo anche cinque metri; altre forme ben note comprendono l'affine genere cinese Shansisuchus e Garjainia, rinvenuto in Russia e di dimensioni più modeste. Gli eritrosuchidi si estinsero nel corso del Triassico; probabilmente subirono la competizione di altri grandi arcosauri predatori più evoluti, come i rauisuchi.
```
†
Erythrosuchidae
 
  |?- †
Chalishevia cothurnata
 
  |?- †
Cuyosuchus huenei

  |?- †
Dongusia colorata
 
  |?- †
Uralosaurus magnus
 
  |-- †
Fugusuchus hejiapanensis
 
  `--+-- †
Garjainia prima

     `--+-- †
Erythrosuchus africanus

        `--+-- †
Shansisuchus shansisuchus

           |-- †
Guchengosuchus shiguaiensis
 
           `--o †
Vjushkovia
 
              |-- †
V. triplicostata
 
              `-- †
V. sinensis
```

## Paleoecologia
Vi è una forte somiglianza tra gli eritrosuchidi del Triassico inferiore e i dinocefali (terapsidi primitivi) del Permiano medio. Entrambi i gruppi erano caratterizzati da una notevole crescita corporea, ma anche da un'ancor più grande crescita del cranio in relazione al resto del corpo: il cranio da solo poteva raggiungere la metà della lunghezza corporea (coda esclusa). La testa divenne davvero gigantesca in relazione al corpo, come era già avvenuto anche negli anfibi temnospondili. Tuttavia, mentre questi ultimi possedevano mascelle e muscoli del collo deboli, e dovevano sorreggere il peso dei loro grandi crani grazie alla spinta idrostatica, gli eritrosuchidi tenevano le loro teste sollevate su colli massicci, e i grandi denti e le mascelle potenti garantivano loro di nutrirsi facilmente di altri animali terrestri.
Questi animali, i più grandi predatori del loro tempo, erano però troppo pesanti e poco agili per poter essere in grado di inseguire le loro prede. Come i moderni coccodrilli e il drago di Komodo, gli eritrosuchidi erano probabilmente predatori d'agguato, che attendevano il passaggio delle prede nascosti dalla fitta vegetazione, per poi balzare fuori e usare le forti mascelle.